# Music (chanson de Madonna)
 (mai 2025).
Pour les articles homonymes, voir Music.
Singles de Madonna
American Pie
(2000) Don't Tell Me
(2000)
Pistes de Music
Impressive Instant
(2)
Music est le premier single tiré de l'album de Madonna du même nom Music, réalisé le 1er août 2000 et a été rééditée en remix mash-up avec le tube des Trammps Disco Inferno en 2006 pendant le Confessions Tour.

## Clip vidéo
Le clip vidéo a été tourné à Los Angeles par le réalisateur Suédois Jonas Åkerlund, montrant Madonna dans un manteau de fourrure blanche, un chapeau de Cow-boy et une médaille en or en compagnie de ses deux amies dont la choriste Niki Haris et l'actrice Debi Mazar, les trois filles escortées en limousine en or conduite par le célèbre comique anglais Sacha Baron Cohen plus connu sous le nom de Ali G dans un club de strip-tease (scène censurée par MTV).

## Crédits
- Écriture - Madonna, Mirwais Ahmadzai
- Production - Madonna, Mirwais Ahmadzai
- Guitare - Keeling Lee
- Guitare basse - Jonathan White
- Percussions - Patrick Dawes

Source

## Versions

### Version originale et DVD
1. Album Version (3:45)
2. Video Version (Version longue) (4:45)
3. Video Version (Version courte) (4:23)

### Remixes
1. Deep Dish Dot Com Remix (11:23)
2. Deep Dish Dot Com Radio Edit (4:15)
3. Deep Dish Dot Com Remix US(4:28)
4. Deep Dish Dot Com Remix UK (3:58)
5. Groove Armada's 12" Mix (5:29)
6. Groove Armada's Club Mix (9:30)
7. Groove Armada's 7" Edit (3:37)
8. Groove Armada's Bonus Beats (4:53)
9. Calderone Anthem Mix (11:57)
10. Calderone Radio Edit (4:28)
11. The Young Collective Club Mix (13:17)
12. The Young Collective Radio Mix (3:42)
13. Richard "Humpty" Vission Phunkatron Remix* (6:13)
14. Richard "Humpty" Vission Phunkatron Radio Edit Mix*
15. Richard "Humpty" Vission Phunkatron Dub* (6:12)
16. Dave Aude Rubber Combo Mix*
17. Dave Aude Rubber Dub* (7:30)
18. Dave Aude Vocal Anthem* (8:20)
19. Dave Aude Vocal Anthem Edit*
20. HQ2 Main Club Mix (8:46)
21. HQ2 Radio Mix (4:06)
22. HQ2 Acappella Mix (7:14)
23. Robbie Rivera Club Mix (6:45)

- = Inédit

### Reprise
Cette chanson a été reprise par le groupe de metal français Eths et intégrée sur leur album III.

## Classements et certifications

### Classements
| Pays                | Meilleure Position | Pays                            | Meilleure Position |
| ------------------- | ------------------ | ------------------------------- | ------------------ |
| Argentine (Top 40)  | 1 (3 semaines)     | Australie ARIA (Top 50)         | 1 (4 semaines)     |
| Autriche (Top 75)   | 5                  | Belgique (Top 50)               | 6                  |
| Brésil (Top 100)    | 1                  | Canada (Top 100)                | 1 (7 semaines)     |
| Pays-Bas (Top 40)   | 4                  | Union européenne (Hot 100)      | 1 (5 semaines)     |
| Finlande (Top 20)   | 2                  | France (Top 100)                | 8                  |
| Allemagne (Top 100) | 2                  | Italie FIMI                     | 1                  |
| Israël              | 1 (2 semaines)     | Japon (classement étranger)     | 1 (1 semaine)      |
| Japon (Top 100)     | 1 (7 semaines)     | Nouvelle-Zélande RIANZ (Top 40) | 1                  |
| Norvège (Top 20)    | 1 (4 semaines)     | Suède (Top 60)                  | 2                  |
| Suisse (Top 100)    | 1 (5 semaines)     | Royaume-Uni (Top 75)            | 1                  |

| États-Unis                             | Meilleure Position |
| -------------------------------------- | ------------------ |
| Billboard Hot 100                      | 1 (4 semaines)     |
| U.S. Billboard Hot 100 Singles Sales   | 1 (4 semaines)     |
| U.S. Billboard Hot Dance Club Play     | 1 (5 semaines)     |
| U.S. Billboard Hot Dance Singles Sales | 1 (5 semaines)     |
| U.S. Billboard Top 40 Mainstream       | 2                  |
| U.S. Billboard Top 40 Tracks           | 2                  |
| U.S. Billboard Rhythmic Top 40         | 9                  |
| United Chart                           | 1 (12 semaines)    |

### Certifications
- Australie :  2 × Platine
- France :  Or
- Allemagne :  Or
- Royaume-Uni :  Or
- États-Unis :  Platine

## Récompenses et nominations
En 2001
- trois International Dance Music Awards pour les catégories
  - Best Solo Dance Artist
  - Best Pop Dance 12" Record
  - Best Dance Video
- un Danish Music Award pour la catégorie "Best International Hit"
- une Nomination aux Grammy Awards pour "Record of the Year"
- une Nomination aux Grammy Awards pour "Best Female pop vocal performance"
- une Nomination aux Grammy Awards pour "Best pop vocal album"

En 2000
- un Billboard Award pour la catégorie "Best Video-Clip Of The Year"
- un MTV Europe Music Award pour la catégorie "Best Dance Video"